# Massonia
Massonia là một chi thực vật có hoa trong họ Asparagaceae.

## Danh sách loài
- Massonia angustifolia
- Massonia bifolia (Jacq.) J.C.Manning & Goldblatt (syn. Whiteheadia bifolia (Jacq.) Baker)
- Massonia depressa Houtt.
- Massonia echinata L.f.
- Massonia etesionamibensis (U.Müll.-Doblies & D.Müll.-Doblies) J.C.Manning & Goldblatt (syn. Whiteheadia etesionamibensis U.Müll.-Doblies & D.Müll.-Doblies)
- Massonia hirsuta Link & Otto
- Massonia jasminiflora Burch. ex Baker
- Massonia longipes Baker
- Massonia pustulata Jacq.
- Massonia pygmaea Schltdl. ex Kunth
  - Massonia pygmaea subsp. kamiesbergensis U.Müll.-Doblies & D.Müll.-Doblies
  - Massonia pygmaea subsp. pygmaea
- Massonia sempervirens U.Müll.-Doblies, G.Milkuhn & D.Müll.-Doblies
- Massonia sessiliflora (Dinter) ined.
- Massonia setulosa Baker
- Massonia tenella Sol. ex Baker
- Massonia wittebergensis U.Müll.-Doblies & D.Müll.-Doblies

## Hình ảnh

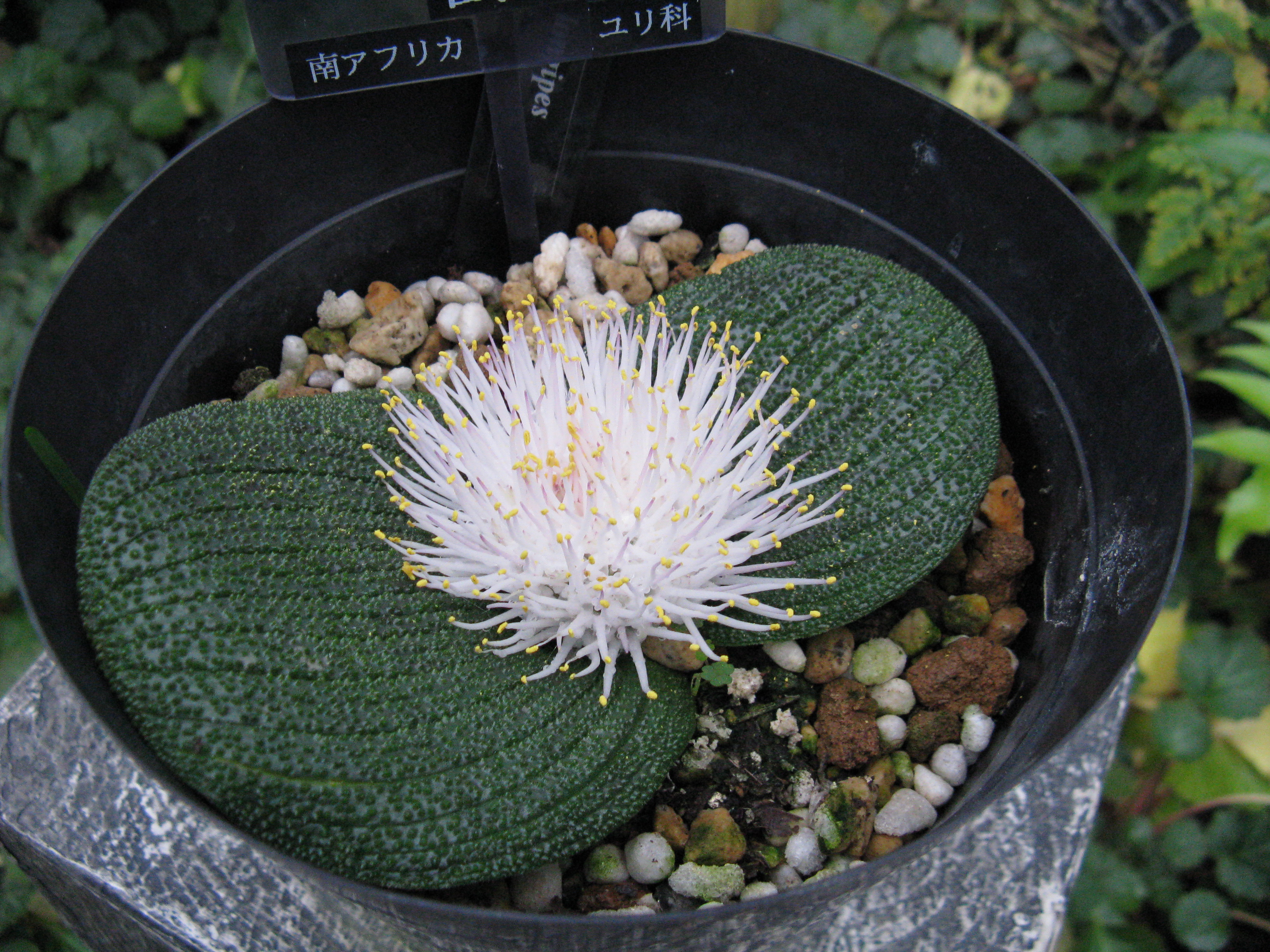
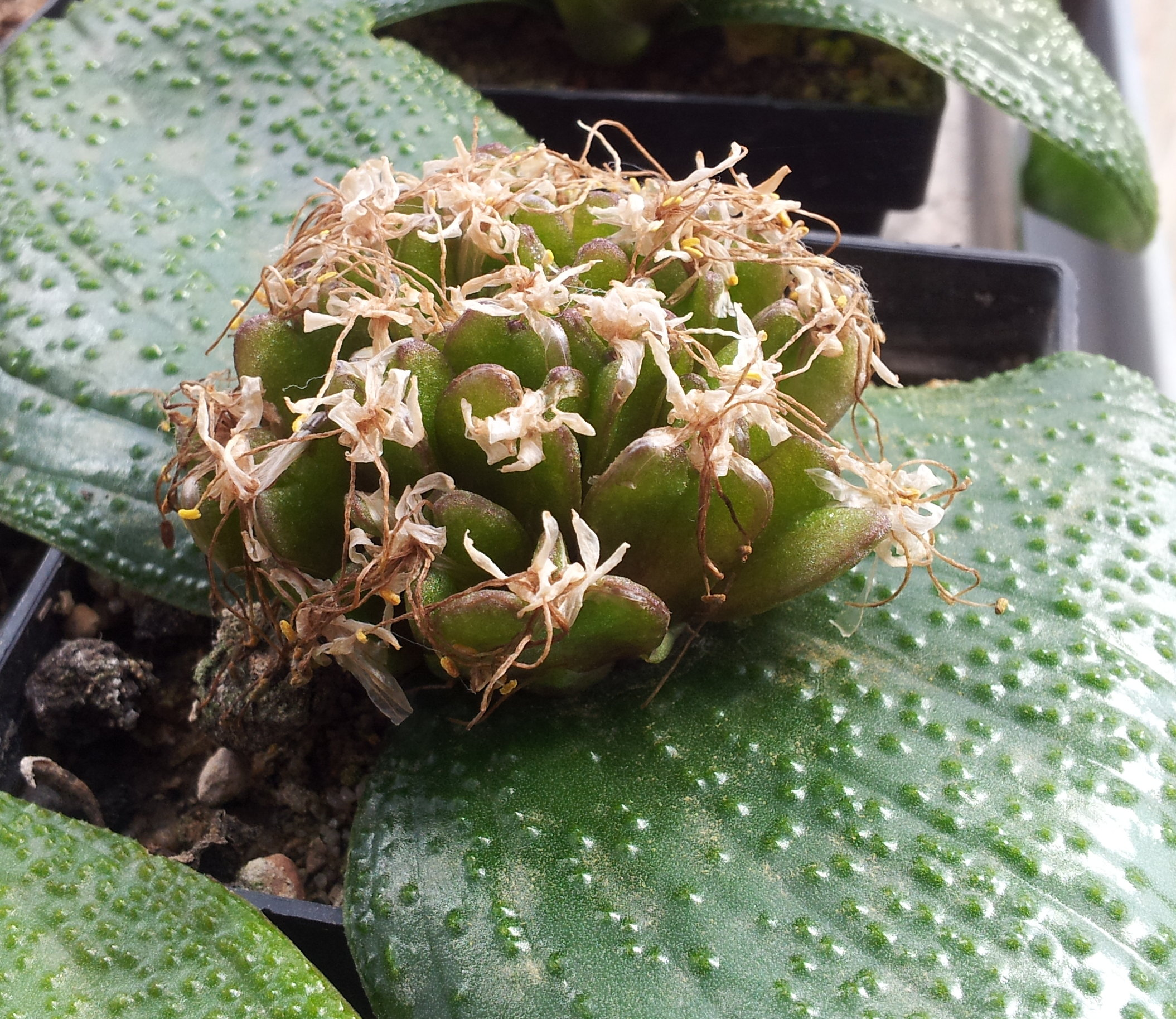
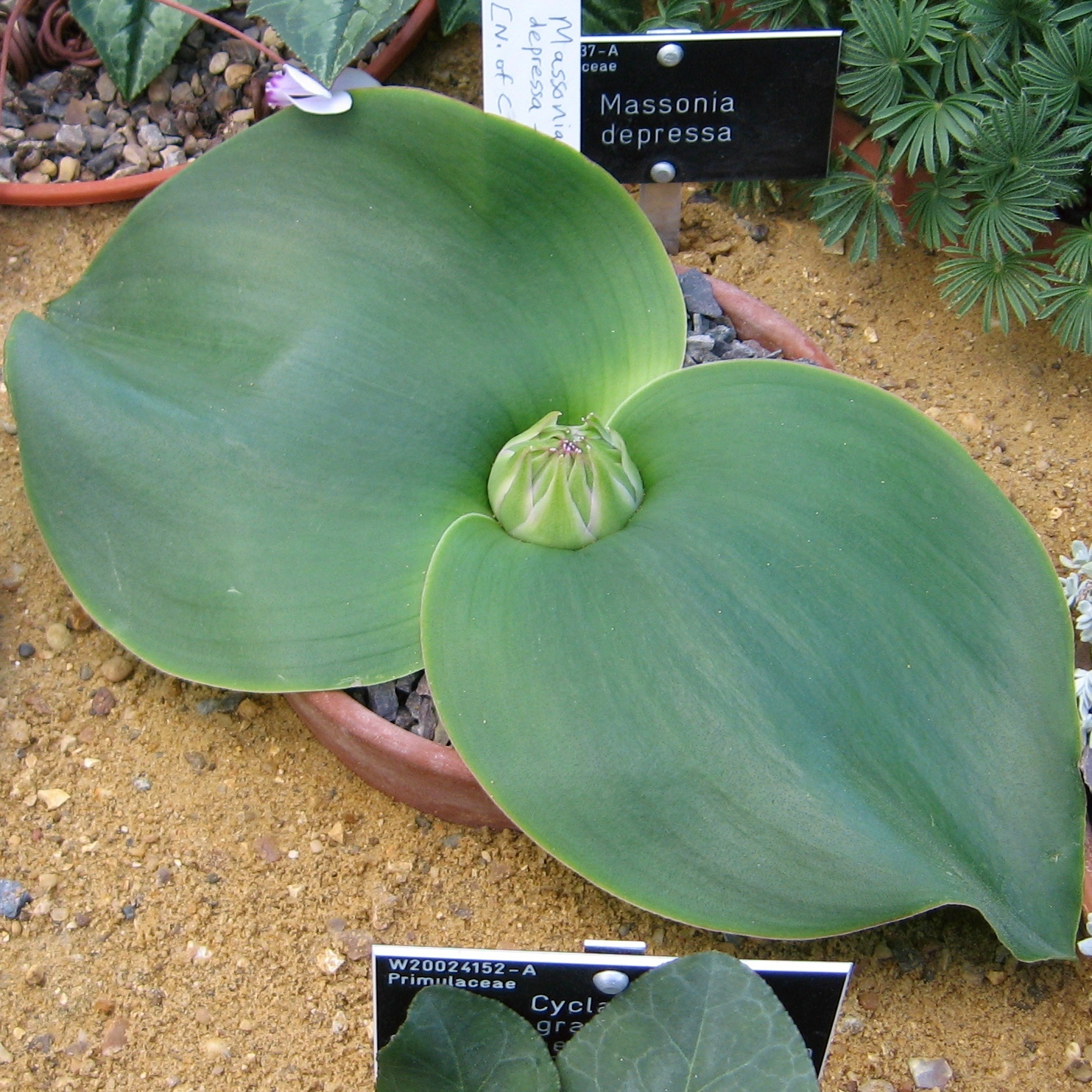
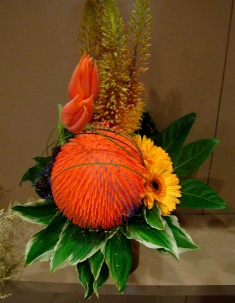